# دوارتي فيريرا
دوارتي فيريرا هو مهندس برتغالي، ولد في 1 نوفمبر 1992 في لشبونة في البرتغال.

## روابط خارجية
- دوارتي فيريرا على موقع DriverDB.com (الإنجليزية)